# Championnat d'Espagne masculin de handball 2012-2013
Navigation
Liga ASOBAL 2011-2012 Liga ASOBAL 2013-2014
Le Championnat d'Espagne masculin de handball 2012-2013 est la soixante deuxième édition de cette compétition.
Le championnat de Division 1 de handball est le plus haut niveau du championnat d'Espagne de ce sport. Seize clubs participent à la compétition. À la fin de la saison, le leader est désigné Champion d'Espagne, les trois premiers sont qualifiés pour la ligue des champions et les 4e, 5e se qualifient pour la coupe de l'EHF.
Les équipes classées 15e et 16e à l'issue de la saison descendent en Division 2.

## Participants
| Club                       | Saison précédente            | Entraineur             | Localisation    | Salle                              | Capacité |
| -------------------------- | ---------------------------- | ---------------------- | --------------- | ---------------------------------- | -------- |
| FC Barcelone               | 1er                          | Xavi Pascual           | Barcelone       | Palau Blaugrana                    | 8250     |
| BM Atlético de Madrid      | 2e                           | Talant Dujshebaev      | Madrid          | Palacio Vistalegre                 | 15000    |
| CB Ademar León             | 3e                           | Manolo Cadenas         | León            | Palacio Municipal de Deportes      | 6000     |
| BM Valladolid              | 4e                           | Juan Carlos Pastor     | Valladolid      | Huerta del Rey                     | 3500     |
| BM Aragón                  | 5e                           | Mariano Ortega         | Saragosse       | Pabellón Príncipe Felipe           | 12 000   |
| Balonmano Ciudad Encantada | 6e                           | "Zupo" Equisoain       | Cuenca          | Municipal El Sargal                | 1900     |
| Naturhouse La Rioja        | 7e                           | Javier "Jota" González | Logroño         | Palacio de los Deportes            | 3851     |
| BM Granollers              | 9e                           | Toni García            | Granollers      | Palau d'Esports de Granollers      | 5685     |
| BM Huesca                  | 11e                          | José Francisco Nolasco | Huesca          | Palacio Municipal de Huesca        | 5500     |
| Helvetia Anaitasuna        | 12e                          | Aitor Etxaburu         | Pampelune       | Pabellón Anaitasuna                | 2500     |
| Academia Octavio           | 13e                          | Enrique Domínguez      | Vigo            | Pabellón Príncipe de Asturias      | 3500     |
| Quabit BM Guadalajara      | 15e                          | Mateo Garralda         | Guadalajara     | Multiusos de Guadalajara           | 5894     |
| CB Puerto Sagunto          | 16e                          | Vicent Nogués          | Valence         | Pabellón Municipal de Internúcleos | 2500     |
| ARS Palma del Río          | 2e D2                        | César Montes           | Palma del Río   | El Pandero                         | 1500     |
| CB Cangas                  | Vainqueur des Play-off de D2 | Víctor García Pillo    | Cangas          | Municipal O Gatañal                | 3000     |
| CB Villa de Aranda         | Finaliste des Play-off de D2 | Magí Serra             | Aranda de Duero | Pabellón Príncipe de Asturias      | 3000     |

## Classement
|    | Équipe                     | Pts | J  | G  | N | P  | Bp   | Bc  | Diff |
| -- | -------------------------- | --- | -- | -- | - | -- | ---- | --- | ---- |
| 1  | FC Barcelone (T, A, S)     | 58  | 30 | 29 | 0 | 1  | 1018 | 679 | 339  |
| 2  | BM Atlético de Madrid (R)  | 49  | 30 | 24 | 1 | 5  | 916  | 792 | 124  |
| 3  | Naturhouse La Rioja        | 42  | 30 | 20 | 2 | 8  | 879  | 820 | 59   |
| 4  | CB Ademar León             | 38  | 30 | 18 | 2 | 10 | 834  | 763 | 71   |
| 5  | BM Aragón                  | 38  | 30 | 18 | 2 | 10 | 906  | 869 | 37   |
| 6  | BM Granollers              | 33  | 30 | 15 | 3 | 12 | 820  | 795 | 25   |
| 7  | Helvetia Anaitasuna        | 30  | 30 | 13 | 4 | 13 | 801  | 810 | -9   |
| 8  | BM Huesca                  | 28  | 33 | 12 | 4 | 14 | 822  | 824 | -2   |
| 9  | CB Puerto Sagunto          | 25  | 30 | 11 | 3 | 16 | 738  | 822 | -84  |
| 10 | Balonmano Ciudad Encantada | 25  | 30 | 11 | 3 | 16 | 789  | 821 | -32  |
| 11 | CB Villa de Aranda (P)     | 22  | 30 | 9  | 4 | 17 | 755  | 819 | -64  |
| 12 | BM Valladolid              | 22  | 30 | 10 | 2 | 18 | 780  | 850 | -70  |
| 13 | Quabit BM Guadalajara      | 20  | 34 | 9  | 2 | 19 | 795  | 861 | -66  |
| 14 | CB Cangas (P)              | 19  | 30 | 9  | 1 | 20 | 761  | 862 | -101 |
| 15 | Academia Octavio           | 19  | 30 | 8  | 3 | 19 | 800  | 906 | -106 |
| 16 | ARS Palma del Río (P)      | 12  | 30 | 5  | 2 | 23 | 745  | 866 | -121 |

|     | Champion d'Espagne 2012-2013               |
|     | Qualification pour la ligue des champions. |
|     | Qualification pour la coupe de l'EHF       |
|     | Relégation en Division 2                   |
|     | Dépôt de bilan                             |
| (T) | Tenant du titre                            |
| (R) | Vainqueur de la Coupe du Roi               |
| (A) | Vainqueur de la Coupe ASOBAL               |
| (S) | Vainqueur de la Supercoupe d'Espagne       |
| (P) | Promu de Division 2 en début de saison     |

## Compétition

### Résultats
| Résultats (dom.\ext.)                                      | BAR   | MAD   | LOG   | LEO   | ARA   | GRA   | HEL   | HUE   | SAN   | ENC   | ARA   | VAL   | GUA   | CAN   | OCT   | RIO   |
| FC Barcelone                                               |       | 32-24 | 34-20 | 33-18 | 42-28 | 31-24 | 26-19 | 36-26 | 33-17 | 38-24 | 31-27 | 35-17 | 39-23 | 40-25 | 36-21 | 41-20 |
| BM Atlético de Madrid                                      | 22-25 |       | 31-23 | 32-26 | 35-32 | 30-26 | 36-31 | 36-31 | 33-20 | 32-35 | 32-18 | 32-28 | 35-23 | 34-13 | 28-25 | 29-26 |
| Naturhouse La Rioja                                        | 33-31 | 31-30 |       | 25-31 | 27-26 | 31-27 | 27-27 | 30-26 | 30-26 | 30-32 | 27-23 | 32-18 | 26-25 | 33-26 | 29-21 | 33-27 |
| CB Ademar León                                             | 25-30 | 28-29 | 30-32 |       | 20-18 | 25-23 | 27-23 | 28-25 | 36-26 | 30-29 | 35-21 | 22-22 | 30-26 | 23-20 | 35-25 | 32-18 |
| BM Aragón                                                  | 24-32 | 24-24 | 40-33 | 35-34 |       | 35-32 | 31-29 | 24-29 | 33-22 | 33-27 | 20-22 | 38-36 | 34-31 | 33-28 | 34-25 | 28-27 |
| BM Granollers                                              | 22-27 | 26-25 | 25-25 | 32-25 | 34-28 |       | 26-27 | 30-31 | 30-23 | 22-26 | 27-22 | 30-25 | 29-25 | 26-20 | 26-26 | 30-22 |
| Helvetia Anaitasuna                                        | 19-39 | 23-27 | 23-27 | 30-34 | 30-29 | 26-27 |       | 29-25 | 28-20 | 25-24 | 23-23 | 29-29 | 27-24 | 26-24 | 32-23 | 29-25 |
| BM Huesca                                                  | 25-30 | 25-27 | 27-36 | 26-25 | 28-29 | 24-25 | 29-28 |       | 22-20 | 28-21 | 29-25 | 32-25 | 28-28 | 25-21 | 30-29 | 28-28 |
| CB Puerto Sagunto                                          | 15-34 | 26-31 | 26-33 | 23-30 | 29-34 | 30-23 | 27-28 | 28-26 |       | 24-24 | 25-20 | 30-23 | 29-23 | 30-29 | 23-21 | 23-22 |
| Balonmano Ciudad Encantada                                 | 21-31 | 26-27 | 27-25 | 30-26 | 24-26 | 21-24 | 23-26 | 30-30 | 25-26 |       | 22-22 | 26-30 | 24-23 | 31-25 | 27-33 | 23-30 |
| CB Villa de Aranda                                         | 19-31 | 25-30 | 31-24 | 17-27 | 26-26 | 31-26 | 22-28 | 22-22 | 28-26 | 29-31 |       | 26-22 | 30-31 | 25-23 | 27-23 | 28-26 |
| BM Valladolid                                              | 15-31 | 30-25 | 23-31 | 21-28 | 31-36 | 25-23 | 32-28 | 26-34 | 26-20 | 27-28 | 28-30 |       | 32-28 | 31-25 | 31-23 | 25-22 |
| Quabit BM Guadalajara                                      | 22-34 | 27-33 | 26-30 | 24-29 | 32-27 | 32-28 | 25-22 | 27-25 | 18-22 | 31-34 | 25-31 | 31-29 |       | 35-25 | 25-24 | 28-26 |
| CB Cangas                                                  | 27-35 | 31-35 | 30-31 | 29-28 | 25-32 | 31-35 | 23-20 | 21-20 | 22-27 | 24-23 | 31-29 | 25-24 | 26-26 |       | 28-26 | 29-25 |
| SD Octavio                                                 | 26-38 | 32-38 | 33-31 | 36-26 | 27-35 | 25-41 | 28-38 | 33-40 | 34-34 | 28-22 | 29-28 | 25-23 | 29-25 | 23-28 |       | 27-26 |
| ARS Palma del Río                                          | 28-40 | 28-32 | 25-30 | 17-22 | 28-34 | 21-26 | 26-29 | 27-26 | 24-34 | 32-23 | 29-28 | 25-26 | 28-22 | 31-27 | 26-24 |       |
| - Victoire à domicile - Match nul - Victoire à l'extérieur |       |       |       |       |       |       |       |       |       |       |       |       |       |       |       |       |

## Statistiques et récompenses

### Sept idéal
Le Sept idéal, élu par les entraineurs la Liga ASOBAL, est, :
| Poste               | Joueur                 | Équipe                |
| ------------------- | ---------------------- | --------------------- |
| Meilleur joueur     | Julen Aguinagalde      | BM Atlético de Madrid |
| Gardien de but      | Danijel Šarić          | FC Barcelone          |
| Ailier gauche       | Juanín García          | FC Barcelone          |
| Arrière gauche      | Siarhei Rutenka        | FC Barcelone          |
| Demi-centre         | Joan Cañellas          | BM Atlético de Madrid |
| Arrière droit       | Alex Dujshebaev        | BM Aragón             |
| Ailier droit        | Víctor Tomás           | FC Barcelone          |
| Pivot               | Julen Aguinagalde      | BM Atlético de Madrid |
| Meilleur défenseur  | Viran Morros           | FC Barcelone          |
| Meilleur débutant   | Gonzalo Porras         | BM Valladolid         |
| Meilleur entraineur | Javier "Jota" González | Naturhouse La Rioja   |

### Meilleurs buteurs
| Rang | Joueur                   | Équipe                         | Buts |
| ---- | ------------------------ | ------------------------------ | ---- |
| 1    | Alex Dujshebaev          | BM Aragón                      | 198  |
| 2    | Enrique Plaza            | Club Balonmano Villa de Aranda | 179  |
| 3    | Kiril Lazarov            | BM Atlético de Madrid          | 156  |
| 4    | Joan Saubich             | BM Huesca                      | 155  |
| 5    | Ángel Pérez de Inestrosa | Balonmano Ciudad Encantada     | 153  |
| 6    | Patrick Eilert           | BM Valladolid                  | 141  |
| 6    | Jorge Paván              | Naturhouse La Rioja            | 141  |
| 8    | David García             | CB Cangas                      | 139  |
| 9    | Iker Serrano             | CB Puerto Sagunto              | 135  |
| 9    | Pablo Cacheda            | Academia Octavio               | 135  |

### Meilleurs gardiens
| Rang | Joueur                  | Équipe                     | Arrêts | Tirs | %      |
| ---- | ----------------------- | -------------------------- | ------ | ---- | ------ |
| 1    | Gonzalo Pérez de Vargas | BM Granollers              | 408    | 1058 | 38,6 % |
| 2    | Jorge Gómez             | Quabit BM Guadalajara      | 405    | 1199 | 33,8 % |
| 3    | Iñaki Malumbres         | Ademar León                | 302    | 818  | 36,9 % |
| 4    | Jorge Martínez Martínez | Naturhouse La Rioja        | 287    | 838  | 34,2 % |
| 5    | Danijel Šarić           | FC Barcelone               | 270    | 634  | 42,6 % |
| 6    | Javi Díaz               | CB Villa de Aranda         | 267    | 919  | 29,1 % |
| 7    | Jorge García Lloria     | Academia Octavio           | 244    | 915  | 26,7 % |
| 8    | Matías Schulz           | Helvetia Anaitasuna        | 239    | 747  | 32,0 % |
| 9    | Diego Moyano            | Balonmano Ciudad Encantada | 232    | 716  | 32,4 % |
| 10   | David Bruixola          | CB Puerto Sagunto          | 215    | 698  | 30,8 % |